# Дворище (Минский район)
Дворище (бел. Дво́рышча) — деревня в Минском районе Минской области Республики Беларусь. В составе Шершунского сельсовета.

## География
Пролегает дорога Н-8970.
Ближайшие населённые пункты Каменец, Курневичи, Латыговка и др.

## История
В 1905 году в Радошковской волости Вилейского уезда Виленской губернии.

## Население

### Численность
- 2009 год — 18 человек

### Динамика
- 1905 год — 85 человек (43 муж. и 42 жен.)[2]
- 1999 год — 19 человек (перепись населения)
- 2009 год — 18 человек (перепись населения)[2]

## Достопримечательность
- Городище периода раннего железного века, в 0,2 км на запад от д. Дворище —  Историко-культурная ценность Республики Беларусь, шифр 613В000353.